# Costello Music
| Críticas profissionais | Críticas profissionais |
| Pontuações agregadas   | Pontuações agregadas   |
| Fonte                  | Avaliação              |
| ---------------------- | ---------------------- |
| Metacritic             | 71/100                 |
| Avaliações da crítica  |                        |
| Fonte                  | Avaliação              |
| AllMusic               | [ 2 ]                  |
| NME                    | [ 3 ]                  |
| Pitchfork Media        | [ 4 ]                  |
| Rolling Stone          | [ 5 ]                  |
| Slant                  | [ 6 ]                  |
| Stylus                 | B                      |

Costello Music é o primeiro álbum de estúdio da banda de indie rock escocesa The Fratellis, lançado em 2006 com os singles Henrietta, Chelsea Dagger, Whistle For The Choir, Flathead, Baby Fratelli e Ole Black 'n' Blue Eyes

## Lista das músicas
| CD  |                                        |         |  |
| N.º | Título                                 | Duração |  |
| 1.  | "Henrietta"                            | 3:32    |  |
| 2.  | "Flathead"                             | 3:17    |  |
| 3.  | "Country Boys and City Girls"          | 3:31    |  |
| 4.  | "Whistle for the Choir"                | 3:35    |  |
| 5.  | "Chelsea Dagger"                       | 3:25    |  |
| 6.  | "For the Girl"                         | 2:48    |  |
| 7.  | "Doginabag"                            | 3:20    |  |
| 8.  | "Creepin Up the Backstaris"            | 3:07    |  |
| 9.  | "Vince the Loveable Stoner"            | 3:14    |  |
| 10. | "Everybody Knows You Cried Last Night" | 3:54    |  |
| 11. | "Baby Fratelli"                        | 3:56    |  |
| 12. | "Got Ma Nuts from a Hippy"             | 3:11    |  |
| 13. | "Ole Black 'n' Blue Eyes"              | 3:16    |  |

| Versão Americana |                                                          |         |  |
| N.º              | Título                                                   | Duração |  |
| 14.              | "The Gutterati?" (Substitui Country Boys and City Girls) | 2:28    |  |

| Versão Japonesa |                                  |         |  |
| N.º             | Título                           | Duração |  |
| 15.             | "Dirty Barry Stole the Bluebird" | 4:04    |  |
| 16.             | "Cigarello"                      | 3:06    |  |

## Desempenho

### Álbum
| Tabelas Musicais           | Melhor Posição |
| -------------------------- | -------------- |
| Reino Unido Top 40         | 2              |
| Billboard 200              | 42             |
| Suíça Albums Chart         | 78             |
| Austrália Albums Chart     | 50             |
| França Albums Chart        | 98             |
| Nova Zelândia Albums Chart | 32             |
| Países Baixos Albums Chart | 13             |

### Singles
| Ano  | Single                    | UK  | USA | Nova Zelândia | Holanda |
| ---- | ------------------------- | --- | --- | ------------- | ------- |
| 2006 | "Henrietta"               | 19  |     |               |         |
| 2006 | "Chelsea Dagger"          | 5   |     | 38            | 4       |
| 2006 | "Whistle for the Choir"   | 9   |     |               |         |
| 2007 | "Flathead"                | 67  | 73  |               |         |
| 2007 | "Baby Fratelli"           | 24  |     |               |         |
| 2007 | "Ole Black 'n' Blue Eyes" | 168 |     |               |         |